# KBDR-FM
KBDR es una estación de radio localizada en Laredo (Texas). Es más conocida como La Ley. Emite música tejana para los radioescuchas de Laredo y Nuevo Laredo.